# SW 엔터테인먼트의 음반
이 문서는 SW 엔터테인먼트에서 발매한 음반 목록이다.

## 2024년
- 2024년 8월 5일 쓰리피스 - [Digital Single] Summer Feeling
- 2024년 10월 4일 쓰리피스 - [Digital Single] 피어올라
- 2024년 12월 11일 UDTT - [Digital Single] RETRY